# Clydebank
Clydebank je město ve Skotsku, které se nachází deset kilometrů severozápadně od Glasgowa, na pravém břehu řeky Clyde. Žije v něm 26 640 obyvatel a je největším městem ve správní oblasti Západní Dunbartonshire (sídlem správy je ale Dumbarton).  
Místo bylo součástí středověkého království Strathclyde, původně se jmenovalo Barns o’ Clyde. V roce 1871 zde byly založeny loděnice bratří Thomsonů (od roku 1899 firma John Brown & Company), které zapříčinily rozvoj města. K loděnicím patřil i 47 m vysoký jeřáb Titan Crane, zbudovaný v roce 1907, který je dominantou Clydebanku a od roku 2007 slouží jako vyhlídková věž. Vzhledem k významu továrny pro britskou obranyschopnost se město stalo v březnu 1941 terčem náletů, zvaných Clydebank Blitz, které si vyžádaly 528 mrtvých a stovky raněných.
Hlavní turistickou atrakcí jsou zbytky Antoninova valu z římských dob. 
V Clydebanku vznikla v roce 1982 poprocková skupina Wet Wet Wet.
Ve městě sídlí fotbalový klub Clydebank FC.
Partnerským městem je Argenteuil ve Francii.